# Sankt Olof
Sankt Olof ist ein Ort (tätort) in der schwedischen Provinz Skåne län und der historischen Provinz Schonen. Er gehört zur Gemeinde Simrishamn.

## Lage
Sankt Olof zählt 666 Einwohner (Stand 2015) und liegt im östlichen Teil Schonens im Österlen.

## Geschichte
Der ursprüngliche Name des Dorfes lautete Lunkende, später wurde es nach Olav dem Heiligen benannt. Am 7. Juni 1749 besuchte der Naturforscher Carl von Linné mit seinem Sekretär Olof Söderberg den Ort. 1901 erhielt Sankt Olof einen Bahnhof. Nach der Stilllegung der Strecke wurde die Museumseisenbahn Skånska Järnvägar gegründet, deren südlicher Endpunkt Sankt Olof ist.
Sankt Olof hält den meteorologischen Rekord der größten Schneehöhe Schonens. Am 20. März 1942 wurde eine Schneehöhe von 100 cm gemessen.
1954 wurde die Gemeinde Sankt Olof Teil der Gemeinde Kivik. Seit 1974 gehört der Ort zur Gemeinde Simrishamn. Die Einwohnerzahl Sankt Olofs lag 1960 bei 505 Personen, stieg bis 1990 auf 688 Personen, sank dann bis 2000 auf 576 Menschen ab, steigt aber seither wieder.
Im Ort befindet sich die aus dem 12. Jahrhundert stammende Sankt-Olof-Kirche. Unweit hiervon liegt die Sankt-Olof-Quelle.

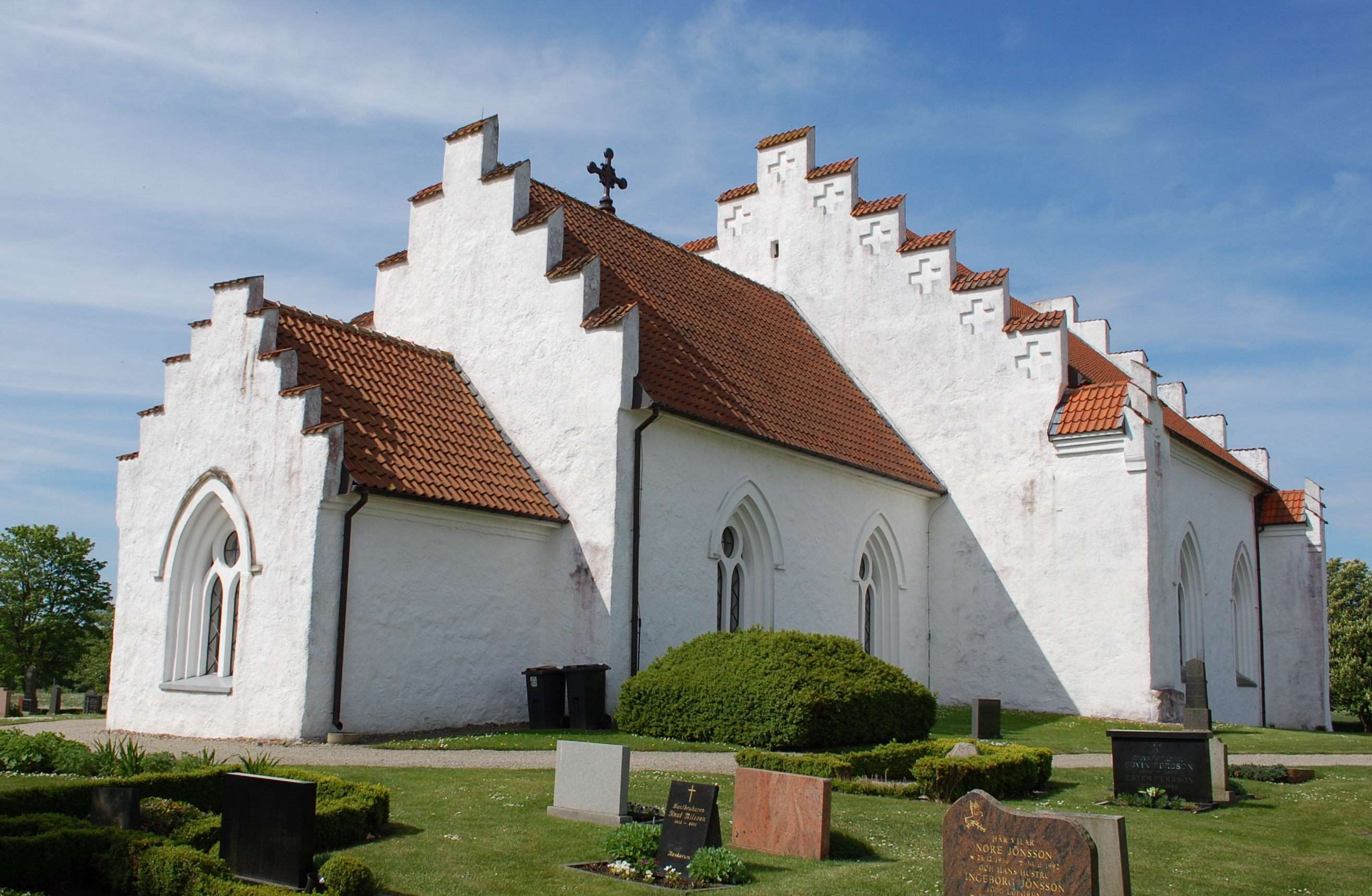
Sankt-Olof-Kirche
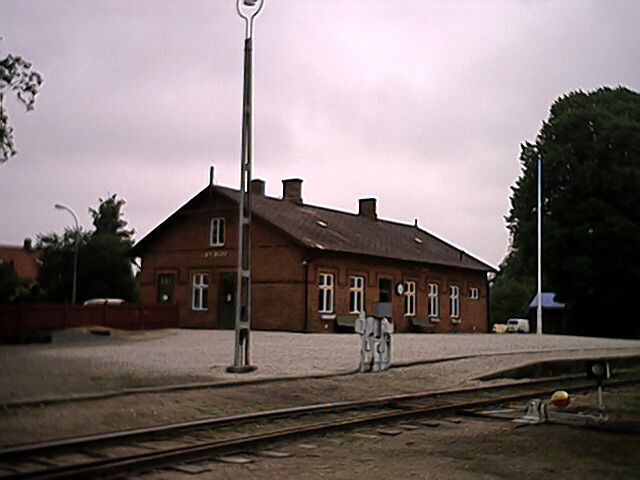
Bahnhof Sankt Olof
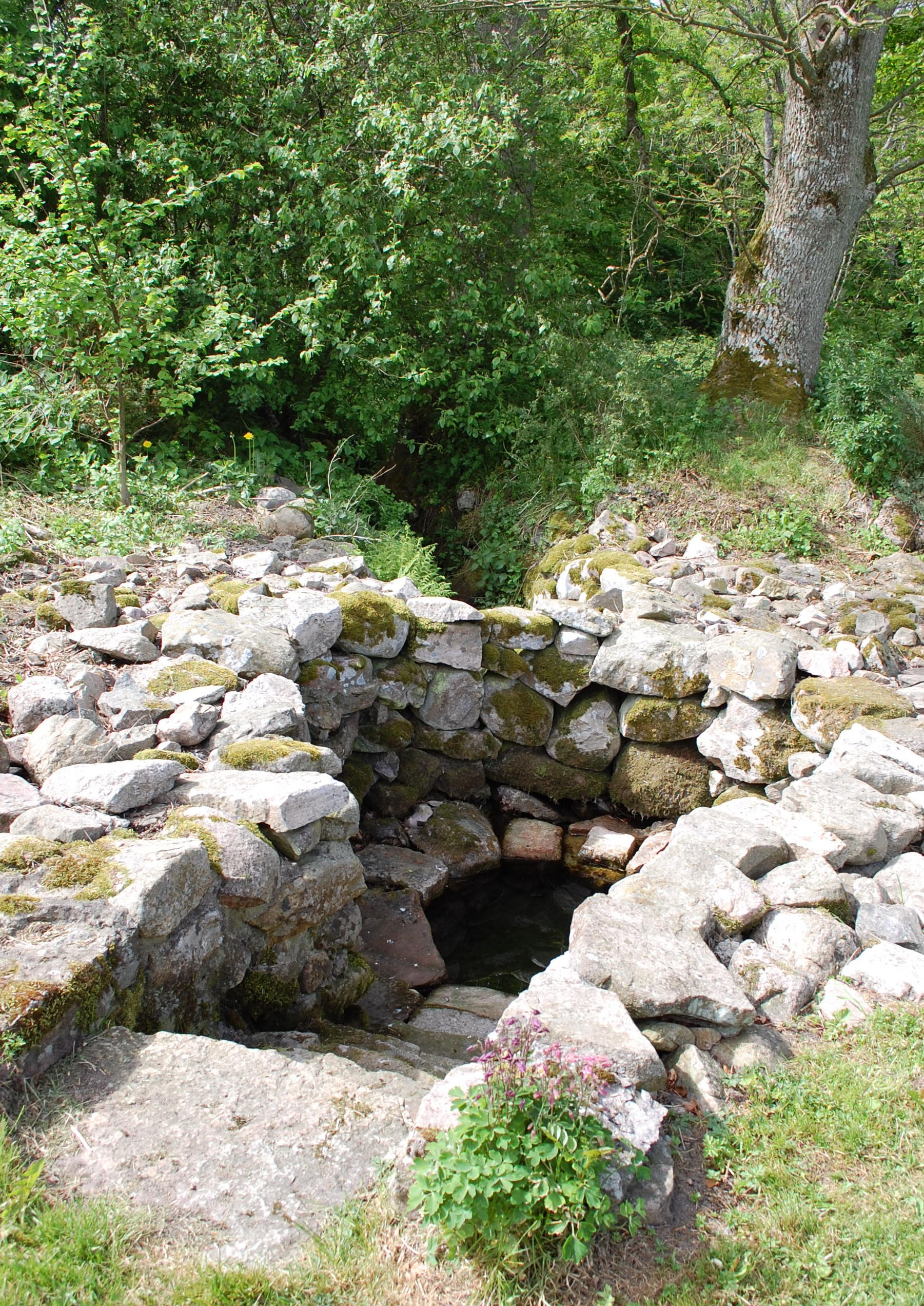
Sankt-Olof-Quelle

## Persönlichkeiten
Die schwedischen Politiker und Mitglieder des schwedischen Reichstags Johannes Åkesson (1872–1954) und Sten Åkesson (1900–1971) verstarben jeweils in Sankt Olof.
Im Ort lebt der schwedische Großwildjäger Andrew Holmberg (* 1918).